# Karl Jestrab
Karl Jestrab (12 gennaio 1907 – 14 febbraio 1980) è stato un calciatore austriaco, di ruolo difensore.

## Carriera

### Nazionale
Il 12 maggio 1935 esordisce contro la Polonia (5-2).

## Palmarès

### Club

#### Competizioni nazionali
- Campionato austriaco: 1

Rapid Vienna: 1934-1935